# Центры происхождения культурных растений

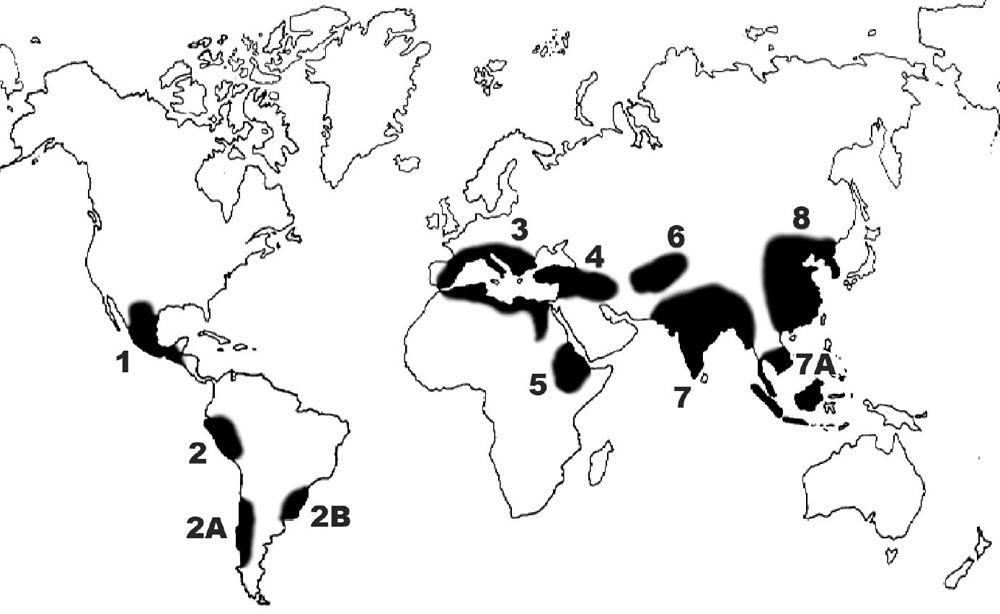
Центры происхождения культурных растений: 1. Центральноамериканский, 2. Южноамериканский, 3. Средиземноморский, 4. Переднеазиатский, 5. Абиссинский, 6. Среднеазиатский, 7. Индостанский, 7A. Юго-восточноазиатский, 8. Восточноазиатский.

Современный взгляд на центры зарождения и пути распространения сельского хозяйства (по Джареду Даймонду): Плодородный полумесяц (9 тыс. лет до н. э.), долины рек Янцзы и Хуанхэ (7 тыс. лет до н. э.), высокогорья Новой Гвинеи (7-4 тыс. лет до н. э.), Центральная Мексика (3-2 тыс. лет до н. э.), северо-запад Южной Америки (3-2 тыс. лет до н. э.), Африка южнее Сахары (3-2 тыс. лет до н. э.), долина Миссисипи (2-1 тыс. лет до н. э.)

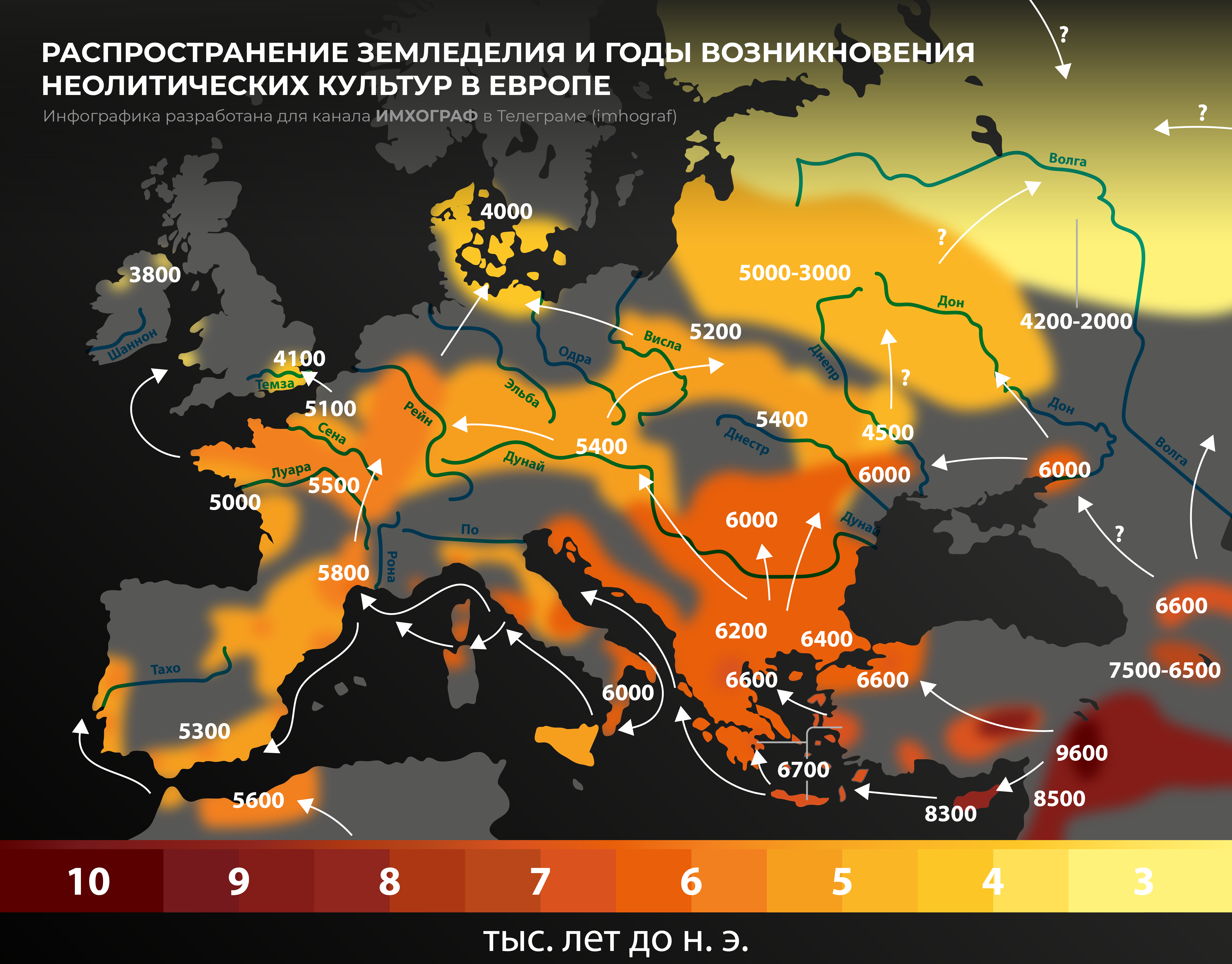
Распространение земледелия из Плодородного полумесяца на территории Европы с датами

Це́нтры (очаги́) происхожде́ния культу́рных расте́ний — географические центры генетического разнообразия культурных растений. Могут быть первичными (район изначального произрастания диких форм и доместикации) и вторичными (в результате дальнейшего распространения культурных и полукультурных растений и последующей селекции).

## История
Растениеводство впервые возникло около 11-12 тысяч лет назад на Ближнем Востоке, на условной территории, которая сегодня называется Плодородным полумесяцем. Процесс одомашнивания первоначально происходил независимо в географически обособленных областях земного шара на всех пяти континентах. Флористический состав одомашниваемых видов был эндемичным для больших географических территорий, таким образом, использовалась местная флора.
Глобализация материальных связей сопровождалась распространением семян и плодов эндемичных одомашненных растений, так что зачастую трудно определить родину культурного вида. В процессе становления и расширения ареалов высших растений определились ботанико-географические и генетические центры происхождения культурных растений. Одомашнивание растений в различных географических условиях сопровождалось такими естественными закономерностями эволюции, как мутации различного типа, полиплоидия и интрогрессия при естественной гибридизации.

## Учение о центрах происхождения культурных растений

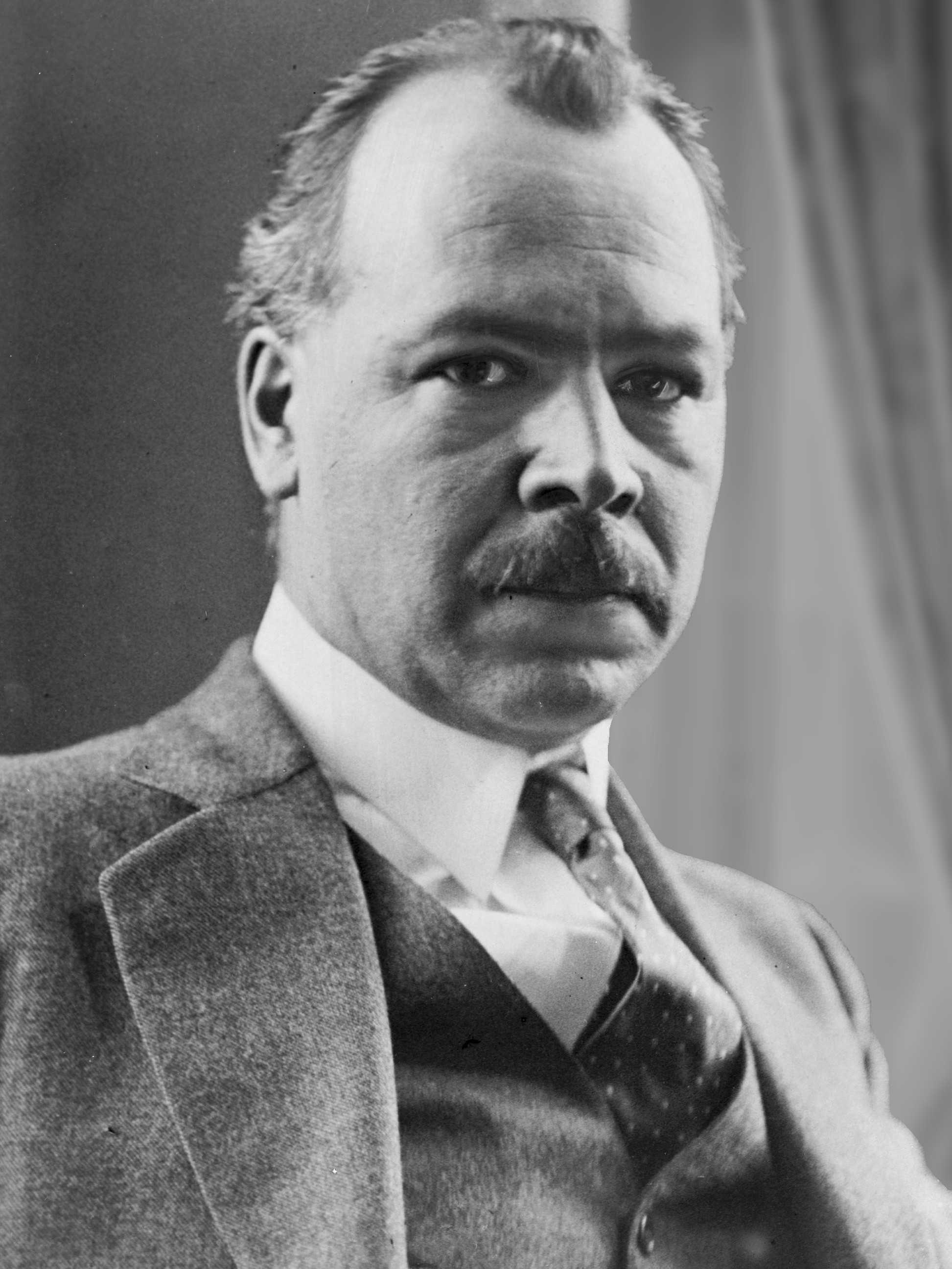
Н. И. Вавилов

Учение о центрах происхождения культурных растений сформировалось на основе идей Ч. Дарвина («Происхождение видов», гл. 12, 1859) — о существовании географических центров происхождения биологических видов. В 1883 году А. Декандоль опубликовал труд, в котором установил географические области начального происхождения главнейших культурных растений. Однако эти области были соотнесены к целым континентам или к другим достаточно обширным территориям. В течение полувека после выхода книги Декандоля познания в области происхождения культурных растений значительно расширились; вышли монографии, посвященные культурным растениям различных стран, а также отдельным растениям. Наиболее планомерно эту проблему разрабатывал в 1926—1939 годах Н. И. Вавилов. На основании материалов о мировых растительных ресурсах он выделял 7 основных географических центров происхождения культурных растений.
1. Южноазиатский тропический центр (около 33 %[3] от общего числа видов культурных растений).
2. Восточноазиатский центр (19 % культурных растений).
3. Юго-Западноазиатский центр (14 % культурных растений).
4. Средиземноморский центр (примерно 11 % видов культурных растений).
5. Эфиопский центр (около 4 % культурных растений).
6. Центральноамериканский центр (примерно 10 %).
7. Андийский (Южноамериканский) центр (около 9 %).

Многие исследователи, в том числе П. М. Жуковский, Е. Н. Синская, А. И. Купцов, продолжая работы Н. И. Вавилова, внесли в эти представления свои коррективы. Так, тропическую Индию и Индокитай с Индонезией рассматривают как два самостоятельных центра, а Юго-Западноазиатский центр разделён на Среднеазиатский и Переднеазиатский, основой Восточно-азиатского центра считают бассейн Хуанхэ, а не Янцзы, куда китайцы как народ-земледелец проникли позднее. Установлены также центры древнего земледелия в Западном Судане и на Новой Гвинее. Плодовые культуры (в том числе ягодные и орехоплодные), имея более обширные ареалы, выходят далеко за пределы центров происхождения, более согласуясь с представлениями А. Декандоля. Причина этого заключается в преимущественно лесном происхождении (а не предгорном как для овощных и полевых культур), а также в особенностях селекции. Выделены новые центры: Австралийский, Североамериканский, Европейско-Сибирский.
Некоторые растения введены в прошлом в культуру и вне этих основных центров, но число таких растений невелико. Если ранее считалось, что основные очаги древних земледельческих культур — широкие долины Тигра, Евфрата, Ганга, Нила и других крупных рек, то Вавилов показал, что почти все культурные растения появились в горных районах тропиков, субтропиков и умеренного пояса. Основные географические центры начального введения в культуру большинства возделываемых растений связаны не только с флористическим богатством, но и с древнейшими цивилизациями.
Установлено, что условия, в которых происходила эволюция и селекция культуры, накладывают требования к условиям её произрастания. Прежде всего это влажность, длина дня, температура, продолжительность вегетации.

## Китайский центр (Восточноазиатский)
Китайский центр охватывает горные части центрального и западного Китая с прилегающими к ним низменными районами. Основа этого очага — области умеренного пояса по реке Хуанхэ. Характеризуется сравнительно высоким температурным режимом, очень большой степенью увлажнения, умеренным вегетационным периодом. Этот очаг дал начало приблизительно 140 культурным растениям.
- Рис — японская разновидность
- Цинкэ или Цинке (тибетский ячмень) — голозёрная разновидность
- Просо
- Чумиза
- Гаолян
- Пайза (Echinochloa frumentacea) — японское просо, дикое просо, ежовник хлебный, однолетнее растение семейства злаков[5].
- Адзуки или Фасоль угловатая (Vigna angularis)
- Овёс — голозёрная разновидность
- Соя
- Редька — Дайкон и Лоба
- Пекинская капуста (Brassica pekinensis)
- Китайская капуста (Brassica chinensis)
- Салат спаржевый (Lactuca asparagus)
- Лук-батун
- Лук душистый
- Хлопчатник коротковолокнистый (древесная форма) — спорно
- Перилла
- Актинидия — первичный очаг
- Грецкий орех
- Лещина
- Апельсин — возможно вторичный очаг
- Мандарин
- Кинкан
- Хурма
- Лимонник
- Китайская горькая тыква
- Унаби
- Чайное дерево
- Тунговое дерево
- Белая щелковица (тутовое дерево)
- Камфорный лавр
- Бамбук — некоторые виды
- Женьшень
- Китайский артишок
- Сахарный тростник — местные разновидности
- Мушмула японская (Локва)
- Канатник
- Малина пурпурноплодная
- Личи
- Восковница красная

Центр является также первичным очагом формообразования подсемейств Яблоневые и Сливовые и родов их составляющих (не путать с очагами происхождения культурных растений/одомашнивания/окультуривания), в их числе:
- Яблоня
- Груша
- Абрикос
- Вишня
- Слива
- Миндаль
- Персик
- Боярышник

## Индо-малайский (Юго-восточноазиатский) центр
Индо-Малайский центр дополняет Индийский очаг происхождения культурных растений, включая весь Малайский архипелаг, Филиппины и Индокитай. Очень высокие влажность и температура, круглогодичная вегетация. Испытал некоторое влияние Китайского и Индостанского центров.
- Рис — первичный очаг
- Хлебное дерево
- Банан
- Кокосовая пальма
- Сахарная пальма
- Саговая пальма
- Арека
- Сахарный тростник — совместно с Индостанским центром
- Помпе́льмус
- Дуриан
- Манильская пенька
- Ямс
- Таро
- Бок-чой
- Восковая тыква
- Чина — спорно
- Лимон — вторичный очаг
- Поме́ло
- Бергамот
- Лайм
- Померанец
- Бетель
- Кардамон
- Мангостан
- Гвоздичное дерево
- Чёрный перец
- Мускатный орех
- Лонган
- Трихозант
- Кажура

## Индийский (Индостанский) центр
Индийский (Индостанский) центр охватывает полуостров Индостан, исключая северо-западные штаты Индии, а также Бирму и индийский штат Ассам. Характеризуется достаточно высоким увлажнением и высокими температурами, а также продолжительной вегетацией. Испытал некоторое влияние Индо-малайского центра (рис, сахарный тростник, цитрусовые)
- Баклажан
- Огурец
- Апельсин — возможно вторичный очаг
- Лимон — первичный очаг
- Цитрон
- Рис — Индийская разновидность
- Дагусса
- Фасоль золотистая
- Долихос
- Люффа
- Сахарный тростник — совместно с Индо-Малайским центром
- Джут
- Кенаф
- Пшеница шарозерная
- Манго
- Кокосовая пальма — вторичный очаг
- Эндивий
- Эскариол
- Базилик
- Горчица сизая
- Мак опийный
- Гречиха
- Сахарная пальма — совместно с Индо-малайским центром
- Хлопчатник коротковолокнистый — спорно

## Среднеазиатский центр
Среднеазиатский центр включает северо-западную часть Индии (Пенджаб), северную часть Пакистана, Афганистан, Таджикистан, Узбекистан и Западный Тянь-Шань. Очень низкое увлажнение (часто грунтовыми водами), достаточно высокие температуры с сильными суточными и сезонными колебаниями, умеренная продолжительность вегетации (сезон дождей). Данный центр испытал очень сильное влияние со стороны Китайского и Переднеазиатского. Так, почти для всех произошедших здесь плодовых культур он является вторичным.
- Дыня
- Пшеница — некоторые гексаплоидные виды (Triticum compactum, Triticum inflatum)
- Чечевица — мелкозёрная разновидность
- Люцерна — совместно с Переднеазиатским центром
- Абрикос — вторичный очаг
- Виноград — один из очагов
- Миндаль — вторичный очаг
- Фисташка — вторичный очаг
- Яблоня — вторичный очаг
- Груша — вторичный очаг
- Вишня — вторичный очаг
- Слива — вторичный очаг
- Грецкий орех — вторичный очаг
- Лох
- Гранат — вторичный очаг
- Инжир — вторичный очаг
- Лук репчатый
- Лук-слизун
- Шнитт-лук
- Лук афлатунский
- Лук многоярусный
- Чеснок — основной (возможно первичный) очаг
- Фасоль золотистая — вторичный очаг
- Нут — вторичный очаг
- Конопля
- Рожь

##### Переднеазиатский центр
Переднеазиатский центр сосредоточен в Передней Азии, и включает территорию Плодородного полумесяца в том числе внутреннюю Малую Азию, часть Закавказья, Иран и горную часть Туркменистана. Очень низкое увлажнение, высокие температуры (в отличие от Среднеазиатского и Средиземноморского центров редки отрицательные температуры), продолжительные засушливые периоды. Испытал влияние Средиземноморского и Среднеазиатского центра. Практически невозможно определить границы этих трёх центров, так как они сильно перекрываются.
- Пшеница — большинство видов. В том числе:
  - Triticum aestivum — мягкая
  - Triticum turgidum — тучная
  - Triticum polonicum — польская
    - И все три вида полбы:

  - Спельта — собственно полба
  - Эммер — двузернянка
  - Однозернянка — древнейшее известное культурное растение
- Ячмень — двурядный
- Овёс — вторичный очаг
- Рожь
- Горох
- Лён — масличные формы
- Ляллеманция
- Нут
- Люцерна — совместно со Среднеазиатским центром
- Слива — первичный очаг
- Айва
- Фундук
- Кизил
- Яблоня — вторичный очаг
- Груша — один из основных очагов
- Вишня — вторичный очаг
- Алыча
- Инжир — первичный очаг
- Мушмула германская — совместно со Средиземноморским центром.
- Грецкий орех — вторичный очаг
- Каштан
- Виноград — один из очагов
- Черёмуха — основной очаг
- Фисташка
- Хурма — вторичный очаг
- Боярышник — вторичный очаг
- Абрикос — вторичный очаг
- Черешня — вторичный очаг
- Финиковая пальма
- Лук-порей
- Дыня — вторичный центр
- Пастернак — первичный центр
- Шпинат
- Салат — совместно со Средиземноморским центром
- Кресс-салат
- Эстрагон — спорно
- Чабер — совместно со Средиземноморским центром
- Майоран — совместно со Средиземноморским центром
- Любисток
- Эгилопс
- Эспарцет
- Вика
- Могар — спорно
- Барбарис

По современным данным, на заре голоцена (9500 лет до н. э.) в районе Иерихона и Гилгала (культура докерамического неолита B) возделывались по меньшей мере три злака, четыре бобовых культуры и одна масличная — лён. В поселении Абу-Хурейра также культивировалась рожь, в других центрах Ближнего Востока распространения не получившая. Из фруктов в то время специально возделывалась, вероятно, только смоква. Эти базовые культуры послужили основой для дальнейшего развития сельского хозяйства не только на Ближнем Востоке, но и в Северной Африке, Европе, Персии, Индии. Подробнее см. неолитическая революция.

## Средиземноморский центр
Средиземноморский центр — Балканы, Греция, Италия и большая часть средиземноморского побережья. Характеризуется не очень продолжительным вегетационным периодом (в особенности северные его части), достаточным увлажнением и умеренными температурами. Испытал влияние Переднеазиатского центра.
- Овёс — первичный очаг
- Люпин
- Чина — спорно
- Лён — прядильные формы
- Клевер — первичный очаг
- Оливковое дерево
- Рожковое дерево
- Лавр благородный
- Виноград — основной очаг
- Дуб пробковый
- Горчица белая
- Капуста белокочанная
- Капуста краснокочанная
- Кольраби
- Брокколи
- Брюссельская капуста
- Савойская капуста
- Листовая капуста
- Рапс — спорно (возможно в западной Европе)
- Горох — совместно с Переднеазиатским центром
- Боб садовый
- Кабачок (и некоторые другие разновидности тыквы обыкновенной) — вторичный очаг
- Морковь
- Петрушка — первичный очаг
- Пастернак
- Сельдерей
- Свёкла
- Мангольд
- Редька
- Редис
- Репа — вторичный очаг
- Брюква
- Турнепс
- Скорцонера испанская
- Козлобородник пореелистный
- Цикорий
- Салат — совместно с Переднеазиатским центром
- Щавель кислый
- Ревень
- Спаржа
- Артишок
- Катран
- Мелисса лекарственная
- Иссоп
- Змееголовник
- Мята
- Анис
- Кориандр
- Фенхель
- Тмин
- Огуречная трава
- Хрен
- Сафлор
- Укроп

## Эфиопский (Абиссинский) центр
Абиссинский центр — автономный мировой очаг культурных растений в окрестностях эфиопского нагорья: Эфиопия, юго-восточный Судан, Эритрея. Иногда его расширяют на всю тропическую Африку, но это достаточно спорно по причине горного климата Эфиопии, создавшего условия для первичного очень древнего проникновения земледелия в окружающие тропические регионы. Характеризуется круглогодичной вегетацией, очень высокими температурами и недостаточным увлажнением (в том числе грунтовыми водами).
- Пшеница твёрдая (лат. Triticum durum) — вторичный очаг
- Сорго
- Тэфф
- Нуг
- Кофе
- Кола
- Энсета (Абиссинский банан)
- Арбуз
- Бамия (Окра)
- Ямс — некоторые виды
- Клещевина
- Кунжут
- Просо — местные разновидности
- Масличная пальма — Западная Африка
- Вигна (коровий горох)
- Хлопчатник — диплоидные виды (стали родоначальниками ныне существующих американских культурных видов, но сами не были окультурены)
- Калебаса — вторичный очаг
- Кивано
- Сикомор
- Мелотрия шершавая
- Лук-шалот
- Кат

## Центральноамериканский центр
Центральноамериканский центр — южная Мексика, Центральная Америка, отчасти Антильские острова. Преимущественно умеренное увлажнение (увеличивается с северо-запада на юго-восток), достаточно высокие температуры, с сильными суточными и сезонными колебаниями, умеренная продолжительность вегетации (сезон дождей).
- Кукуруза
- Фасоль обыкновенная
- Тыква обыкновенная — первичный очаг
- Батат
- Ангурия (Антильский огурец)
- Какао
- Перец овощной
- Подсолнечник
- Авокадо
- Хлопчатник обыкновенный — спонтанный тетраплоидный гибрид Африканского и Южноамериканского
- Агава
- Табак
- Махорка
- Папайя — совместно с Южноамериканским центром
- Пекан
- Томат — вторичный очаг
- Физалис
- Чайот
- Хикама

## Южноамериканский (Перуано-Эквадоро-Боливийский или Андийский) центр
Южноамериканский (Перуано-эквадоро-боливийский) центр охватывает горные области и плоскогорья Колумбии, Эквадора, Перу, Боливии (Льянос-Мохос). Достаточно высокие температуры, недостаточное увлажнение. Испытал некоторое влияние Центральноамериканского центра (причём взаимно).
- Папайя — совместно с Центральноамериканским центром
- Картофель — вид Solanum andigena и некоторые другие
- Настурция клубненосная
- Кислица клубненосная
- Уллюко клубненосный
- Томат — вероятно, первичный очаг
- Гевея
- Циклантера
- Ананас
- Аноа
- Хлопчатник перуанский (тонковолокнистый)
- Фейхоа
- Бразильский орех
- Страстоцвет
- Фасоль лимская
- Тыква крупноплодная
- Тыква мускатная
- Тыква фиголистная
- Кукуруза — вторичный центр
- Амарант
- Киноа
- Гигантская гранадилла
- Сладкая гранадилла
- Жёлтая гранадилла
- Банановая гранадилла
- Чулюпа
- Наранхилла
- Кокона
- Пепино
- Лукума
- Арракача
- Мака перуанская

В Бразилии в юго-западной части Амазонии (Monte Castelo) рис (вероятно вид Oryza glumaepatula) независимо одомашнили 4000 лет назад. В той же Амазонии были одомашнены кассава, арахис (Arachis hypogaea) и сладкий перец (Capsicum sp.). В верхнем течении реки Мадейра (Teotonio) более 8 тыс. лет назад был одомашнен маниок (Manihot esculenta), а также тыква, бобовые, аннато (Bixa orellana), пеки (Caryocar sp.), гуава (Psidium sp.) и, возможно, калатея, персиковые пальмы (Bactris gasipaes) и бразильский орех.
На юго-востоке Эквадора на стоянке Санта-Ана (Ла Флорида) (en:Santa Ana (La Florida)) древних индейцев из культуры Майо-Чинчипе — Мараньон, живших ок. 5,3 тыс. л. н., удалось найти следы теобромина, а также зёрна крахмала, характерные только для какао, и обрывки ДНК шоколадного дерева.
Дополнительно к основному Южноамериканскому центру выделено ещё два субцентра:

### Чилоэандский субцентр
Остров Чилоэ вблизи Чили. Имеет низкие температуры и повышенное увлажнение.
- Картофель (48 хромосом) — вид Solanum tuberosum
- Земляника чилийская
- Угни Молины[источник не указан 2413 дней]

### Бразильско-парагвайский субцентр
Расположен в верховьях реки Парана в юго-восточной части Бразильского нагорья. Имеет достаточные увлажнение и температуры, круглогодичную вегетацию.
- Маракуйя
- Мате
- Имбу
- Маниок — совместно с Андийским центром

Иногда (в особенности для плодовых культур) выделяют также:

## Австралийский центр
Включает Австралийский континент и Новую Зеландию. Недостаточное увлажнение, высокие температуры, круглогодичная вегетация. Образовался в Новейшее время.
- Эвкалипт
- Акация
- Австралийский орех
- Киви (Актинидия) — вторичный очаг
- Унаби — вторичный очаг
- Шпинат Новозеландский
- Новозеландский лён

## Североамериканский центр
Включает преимущественно восток современных США и, судя по приведённым растениям, Сибирь и Дальний Восток Евразии. Высокая влажность, умеренные температуры, достаточная продолжительность вегетации. Испытал влияние Центральноамериканского центра (а с момента открытия Америки и Евразиатских).
- Топинамбур
- Цицания водная
- Слива канадская (чёрная)
- Слива американская
- Крыжовник американский
- Клюква крупноплодная
- Орех калифорнийский — Juglans californica
- Орех чёрный
- Земляника виргинская
- Малина чёрная
- Голубика (вторичный очаг)
- Ежевика (вторичный очаг)
- Виноград (род) — вторичный центр (гибриды европейского Vitis vinifera и местного Vitis labrusca[англ.])
- Люпин
- Рябчик камчатский (вторичный очаг)
- Ирга (вторичный очаг)
- Азимина

## Европейско-Сибирский центр
Включает обширные территории умеренного пояса Евразии. На большей части имеет сравнительно хорошее увлажнение, непродолжительный период вегетации и невысокие температуры. Отличительным признаком региона можно назвать также продолжительный период с отрицательными температурами и устойчивым снежным покровом. Испытал сильное влияние Средиземноморского и Переднеазиатского центров.
- Сахарная свёкла
- Лён — вторичный очаг(вероятно)
- Клевер красный
- Клевер белый
- Рыжик
- Яблоня — вторичный очаг
- Вишня — первичный очаг
- Черешня
- Облепиха
- Чёрная смородина
- Крыжовник
- Лещина
- Груша — вторичный очаг
- Земляника садовая — гибрид чилийской и виргинской
- Земляника мускатная (Клубника)
- Жимолость
- Лук алтайский
- Репа — первичный очаг
- Арония черноплодная — происходит из Северной Америки, но окультурена в России
- Рябина домашняя
- Брусника
- Красная смородина
- Шиповник
- Бузина
- Ирга